# 金峰山晴樹
金峰山晴樹（1997年6月24日—），原名耶尔辛·巴尔塔古尔（羅馬化：Yersin Baltagul），哈薩克斯坦阿拉木圖市出身的現役大相撲力士，身高1.92米，重174公斤，所屬的相撲部屋是木瀬部屋，最高位置是東前頭5枚目(2023年5月場所)。
他在2021年開始專業相撲生涯(由三段目100枚目開始)，曾得幕下優勝一次，在2022年9月場所晉級十兩，在2023年3月場所晉級幕內級別。
他也是第一位成為關取的哈薩克族相撲力士，亦是日本相撲史上繼埃及出身的大砂岚金太郎後第二位穆斯林力士。